# Andrea Jeftanovic
Andrea Jeftanovic Avdaloff (Santiago de Chile, 15 de octubre de 1970) es una escritora chilena. Narradora, ensayista, docente, editora, crítica literaria y de teatro, ha publicado las novelas Escenario de guerra y Geografía de la lengua y los volúmenes de cuentos Monólogos en fuga, No aceptes caramelos de extraños y Destinos errantes. En el campo de la no ficción es autora de Conversaciones con Isidora Aguirre, Archivo Isidora Aguirre. Composición de una memoria, la colección de ensayos creativos Escribir desde el trapecio y el ensayo Hablan los hijos.  Parte de su obra ha sido traducida al portugués, inglés, danés, húngaro y turco, entre otros; y ha sido editada por diversos sellos latinoamericanos y europeos.[cita requerida]
Ha recibido múltiples reconocimientos, entre los que sobresalen el Premio Círculo de Críticos de Arte de Chile, Premio Municipal, Consejo Nacional del Libro y la Lectura y el Pen Translate Award.[cita requerida]
Además, ha participado en festivales, pasantías y ha dictado conferencias en instituciones de Alemania, Argentina, Brasil, Colombia, Cuba, Dinamarca, España, México, Portugal y Suiza.[cita requerida]

La crítica ha destacado a Jeftanovic como una de las grandes exponentes literarias del país, señalando la impronta de autores como Benjamin y Sebald en su narrativa y su capacidad de transgredir las fronteras entre la ficción y no ficción. Además, destacan en su escritura la influencia de grandes voces de la literatura escrita por mujeres:
“La semilla envenenada de Virginia Woolf germina con Jeftanovic en una extraña planta carnívora… Porque ahí están devoradas y bien asimiladas Diamela Eltit, Clarice Lispector e incluso Elfriede Jelinek”

## Biografía y obras
De ascendencia judía (sefardí) por parte de madre, y serbia, por el lado paterno, Jeftanovic creció en una casa donde “había tres religiones, ortodoxo ruso, católica y judía”, y “hacían todas las fiestas desde la Navidad, la Fiesta de los Reyes al Día del Perdón”. En sus palabras: “Vengo de un país que ya no existe. Leer o escribir para saber si soy de aquí o de allá. Leer para ir en la dirección opuesta. (...) Escribir para que en un punto mínimo mi biografía se cruce con la historia”.
Jeftanovic estudió sociología en la Pontificia Universidad Católica de Chile (titulándose en 1994) e hizo un doctorado en Lenguas y Literaturas Hispánicas en la Universidad de California, Berkeley, Estados Unidos (2005).[cita requerida]
Cuando en Chile ocurrió el golpe militar de 1973, encabezado por el general Augusto Pinochet, Andrea tenía solo 3 años de edad, pero dice que su primer recuerdo de aquella época es el bombardeo de la residencia del entonces presidente Salvador Allende. Ese recuerdo fue posteriormente transformado y utilizado en su primera novela, Escenario de guerra (Alfaguara, 2000): "Vivíamos muy cerca de su casa y fue algo muy escandaloso y ruidoso”. Dicha novela trata sobre la herencia de los traumas a través de las generaciones, la infancia en situaciones extremas y el rol de los libros y la literatura para sobrevivir la guerra. La narradora es Tamara, una niña de nueve años, hija de sobrevivientes de una guerra distante y criada por padres atormentados. Ante esto, Tamara ensaya una representación teatral del universo que le fue entregado, tratando de configurar su propia identidad a través de la ficción.[cita requerida]
 

Sobre esta obra, el aclamado crítico peruano Julio Ortega ha señalado: 
“la voz de una niña da cuenta del mundo que le ha tocado entender antes de perderlo. Se trata aquí de la construcción de la posta migratoria, ese lugar de tránsito que ensaya su vario afincamiento, desde el padre emigrado de la guerra europea hasta la hija que lo sigue para descifrar su propio paso… Ese apasionado peregrinaje lo hace también el lector, inquietado por su lugar en el trayecto”. 
Es una novela que se adentra en la memoria y también en la posmemoria, como explica Antonio Sandoval: “La novela de Jeftanovic es un intento de demostrar la presencia oculta de una memoria que aflora, de vez en cuando, enrostrándonos una existencia que quisiéramos olvidar. Un flujo sanguíneo que se encarga de recordarnos la difícil coagulación de una herida que se presenta cada cierto tiempo”.
Después de esa novela, con la que obtuvo sus primeros premios, Jeftanovic publicó la recopilación de cuentos, Monólogos en fuga (Animita Cartonera, 2006), género que practica desde sus comienzos como escritora. Dicha edición sigue la forma de un libro-objeto, diseñado y encuadernado de manera manual, a partir de materiales reciclados, como cartones.
Al año siguiente, apareció la novela Geografía de la lengua (Uqbar, 2007) que “cuenta la historia de Álex y Sara, dos pasajeros desconocidos, que traban relación en un avión el día del atentado a las torres gemelas”. La novela aborda el amor a distancia y las complejidades de las diferencias culturales e idiomáticas, las fronteras globalizadas, las enfermedades y la vulnerabilidad de los cuerpos, al tiempo que el terror en sus diversas expresiones y las memorias traumáticas, recogiendo algunos temas ya tratados en Escenario de Guerra.
En 2011 publicó otro volumen de relatos, No aceptes caramelos de extraños (Uqbar), cuyas incómodas historias entremezclan el dolor y el deseo. Algunos de sus relatos abordan las complejas relaciones familiares -entre padres e hijos, hermanos y parejas- y cuestionan los criterios morales. Como señala David Vicente: “Sus personajes nos muestran lo que no queremos ver de nosotros mismos, lo que las convenciones sociales nos han castrado y nos avergüenza si quiera imaginar. (...) Nos traslada a un terreno conocido y a priori seguro: la familia; para acto seguido hacer que nos retorzamos en nuestro cómodo sillón de la moral establecida”. Óscar Sepúlveda ha dicho que Jeftanovic “sabe apretar las teclas precisas para lograr el efecto que anda buscando: gatillar emociones, horadar los políticamente correcto y arrasar como un bulldozer con uno de los tabúes sociales más estrictos de todos los tiempos”.

Sobre los límites morales que traspasan sus personajes, la autora ha comentado:
“El arte es un espacio interesante para la experimentación moral, si todo el tiempo estamos siendo bombardeados con noticias sobre estos temas, en el plano ficcional, porque no escribir de eso como una posible explicación. El cuento sobre el padre y una hija es una respuesta de por qué ellos terminan de esa forma y en incesto... Desde la tragedia griega se habla de esos temas".
Agregando, recientemente: “creo que hay que censurar la realidad, a las personas que cometen delitos o crímenes, pero no a los seres ficticios ya sea en arte, literatura u otras. El arte es un espacio de libertad, de perturbación, de interrogación”.
Por su parte, la colección de “crónicas ficcionales” Destinos errantes (Editorial Comba, 2016) aborda las fronteras globalizadas y el poder curativo de la memoria, utilizando para ello una variedad de materiales: ensayos, entrevistas, fotografías y más. Al respecto Jeftanovic ha señalado: “Me interesaba la idea del archivo. Cuando una viaja es una archivera profesional. Vas con mapas que se rayan, guardas la entrada del museo, fotos y materiales de todo tipo, y en esa heterogeneidad está también el archivo falso, el archivo alterado”. En estos relatos los protagonistas transitan por un túnel subterráneo de Sarajevo construido durante la Guerra de los Balcanes; por la imprecisa frontera marítima entre Chile y Perú; mientras, en Brasil, exploran los escenarios de los personajes creados por Clarice Lispector.[cita requerida]
Como ensayista ha trabajado en la línea de las memorias y posmemorias en autores de Europa y el Cono Sur. También, ha explorado en dramaturgia latinoamericana, con especial énfasis en el teatro chileno. Escribió un libro fundamental para comprender a la famosa dramaturga chilena Isidora Aguirre, Conversaciones con Isidora Aguirre (Editorial Cuarto Propio, 2009), y sobre la que señala: “para mí es una maestra, inspiradora, una tremenda dramaturga”. Desde entonces se ha abocado a expandir y estudiar su legado, liderando el equipo que conformó el Fondo Documental Isidora Aguirre, en el Archivo Patrimonial USACH, que congrega más de 20 mil documentos relacionado con su teatro, entre los que destacan manuscritos, libretos, fotografías de montajes, apuntes de investigación y afiches, y que recientemente ha editado su Teatro Completo. Isidora Aguirre (Editorial USACH, 2021).
Actualmente combina su labor literaria con su rol docente en la Facultad de Humanidades de la Universidad de Santiago de Chile, ejerciendo además como crítica de teatro en prensa escrita y panelista en Radio Usach. Además, forma parte de la agrupación de Autoras Chilenas, AUCH!, desde su formación en 2019, en la que jugó un rol protagonista. Como señalan en la web de la agrupación: “La historia comienza con la idea de marchar juntas en la gran marcha del 8 de marzo de 2019. Recibimos un correo de Andrea Jeftanovic, una carta fundacional, y se van sumando participantes sin parar hasta que llega la fecha”.

## Premios
- Pen Translates Award de 2020 por Theater of War, UK.[22]

- Premio del Círculo de Críticos de Arte de Chile a la mejor obra literaria de 2011 por No aceptes caramelos de extraños.[cita requerida]
- Primer lugar en los Juegos Literarios Gabriela Mistral 2000 por Escenario de guerra (inédito).[cita requerida]
- Premio del Consejo Nacional del Libro y la Lectura 2000 a la mejor obra editada ese año con Escenario de guerra.[cita requerida]
- Mención honrosa del Premio Municipal de Literatura de Santiago 2001 con Escenario de guerra.[cita requerida]
- Mención honrosa del Concurso de cuentos eróticos 2008, Revista Paula, con “Marejadas”.[cita requerida]

## Obras

### Novelas
- Geografía de la lengua (Uqbar Editores, Chile, 2007; Editorial Teorema, Portugal, 2013; Portaculturas, Argentina, 2022).
- Escenario de guerra (Alfaguara, Chile, 2000; Ediciones Baladí, España, 2010; Ediciones Ebooks Patagonia, 2010; Ediciones Lanzallamas, Costa Rica, 2012; Charco Press (en inglés), UK, 2020; Mundareu editora (portugués), Brasil, 2021; Editorial Capiro, Cuba, 2021).

### Cuentos
- Destinos errantes (Editorial Comba, Barcelona, 2016; Tajamar editores, Santiago, 2018)
- No aceptes caramelos de extraños (Uqbar Editores, Chile, 2011; Seix Barral, México, 2012; Casa de las Américas, Cuba, 2014; Porta Culturas, Argentina, 2015; Editorial Comba, Barcelona, 2015; edición en danés por Aurora Boreal, Copenhague, 2018; edición en portugués por Mundareú, Brasil, 2020; Encino, Costa Rica, 2020; Ediciones UDP, Chile, 2021).
- Monólogos en fuga (Animita Cartonera, Chile, 2006; La Propia Cartonera, Montevideo, 2010)

### No ficción
- Escribir desde el trapecio (Ediciones UDP, Chile, 2017)
- Archivo Isidora Aguirre. Composición de una memoria, en coedición con Pía Gutiérrez (Ediciones El Clan, Chile, 2015).
- Hablan los hijos (Editorial Cuarto Propio, Chile, 2011)
- Conversaciones con Isidora Aguirre (Ediciones Frontera Sur, Chile, 2009; Editorial Cuarto Propio, Chile, 2019)

### Otros textos (prólogos, catálogos)
- "Epílogo. Pía Barros: la tejedora” en Pía Barros: una antología Insumisa (Editorial USACH, Chile, 2022)
- "Prólogo" a Diarios Julia Toro (Lumen, Chile, 2022)
- “Prólogo” en Teatro completo. Isidora Aguirre (Editorial USACH, Chile, 2021)
- “Libro fotográfico Hijos de Julia Toro” (Chile, 2017)
- “Prólogo: La pupila inaudita” en Chacel, Rosa: Memorias de Leticia Valle (Comba, Barcelona, 2017)
- “Entre lo hipnótico y lo feroz de la infancia: Guillermo Lorca García-Huidobro en ‘La vida eterna’, exposición en el Museo de Bellas Artes” (Chile, 2014)
- Cuartos contiguos (autoedición, Chile, 2007, sobre escritura literaria).

### En antologías
- Puerto de ideas de la A a la Z (2020, Orjikh Editores), con “Ñ”. Chile
- Puñado 3 (2018, Editora Incompleta), con “Até que se apaguem as estrelas”. Brasil
- Delta de las arenas: cuentos árabes, cuentos judíos (2014, Ediciones Vigía), con “Tengo la misma edad que papá”. México
- Disculpe que no me levante :Veinte historias inéditas (2014, Demipage), con “Hasta que se apaguen las estrellas”.  España
- Sólo cuento (2014, Universidad Nacional Autónoma de México), con “La necesidad de ser hijo”. México
- Volver a los 17: Recuerdos de una generación en dictadura (2013, Planeta), con “Pájaros de acero”.
- Los mejores cuentos chilenos del siglo XXI: antología (2012, Sudamericana), con “Árbol genealógico”. Chile
- Sam no es mi tío: veinticuatro crónicas migrantes y un sueño americano (2012, Alfaguara), con “California al desnudo”.
- .cl Textos de frontera (2012, Ediciones Universidad Alberto Hurtado), con “El ojo de Watanabe”.
- A jövő nem a miénk (2011, L'Harmattan Kiadó), con “Családfa”. Hungría
- Crónicas de oreja de vaca (2011, Bartleby Editores) con “Bitácora de viaje de la puerta de Alcalá a la puerta de Madrid : una trayectoria elípitica”.
- Junta de Vecinas: Antología de narradoras chilenas contemporáneas (2011, Algaida), con “Árbol genealógico”.
- La condición pornográfica: ficciones iberoamericanas de contenido pernicioso (2011, Editorial El Cuervo), con “Medio cuerpo afuera vagando por las ventanas”. Bolivia
- Mi madre es un pez (2011, Libros del Silencio), con “La necesidad de ser hijo”. España
- Región: antología de cuento político latinoamericano (2011, Interzona), con “Instantes para el primer, el último hombre”. Argentina
- Communal feminisms: Chicanas, Chilenas, and cultural exile : theorizing the space of exile, class, and identity (2010, Lexington Books), con “Tengo la misma edad de papá” y “Mis palabras son un grito en la hoja”.
- Las Mujeres Cuentan. Relatos de escritoras chilenas (2010, Simplemente editores), con “Marejadas”. Chile
- El futuro no es nuestro (2009, Uqbar), con “Árbol genealógico”.
- No es una antología. Paisaje real de una ficción vivida (2007, Estruendo Mudo), con “El ojo de Watanabe”. Perú
- Cuentos Eróticos (2005, Televisa), con “Marejadas”.
- Cien Microcuentos chilenos (2002, Cuarto Propio)
- Ecos Urbanos (2001), con “Crónica urbana”. En Español (2001)
- Desafueros: Ocho cuentos para desnudar a los políticos (Planeta, 1999), con “Crónica de gemelas”.